# Стара Європа

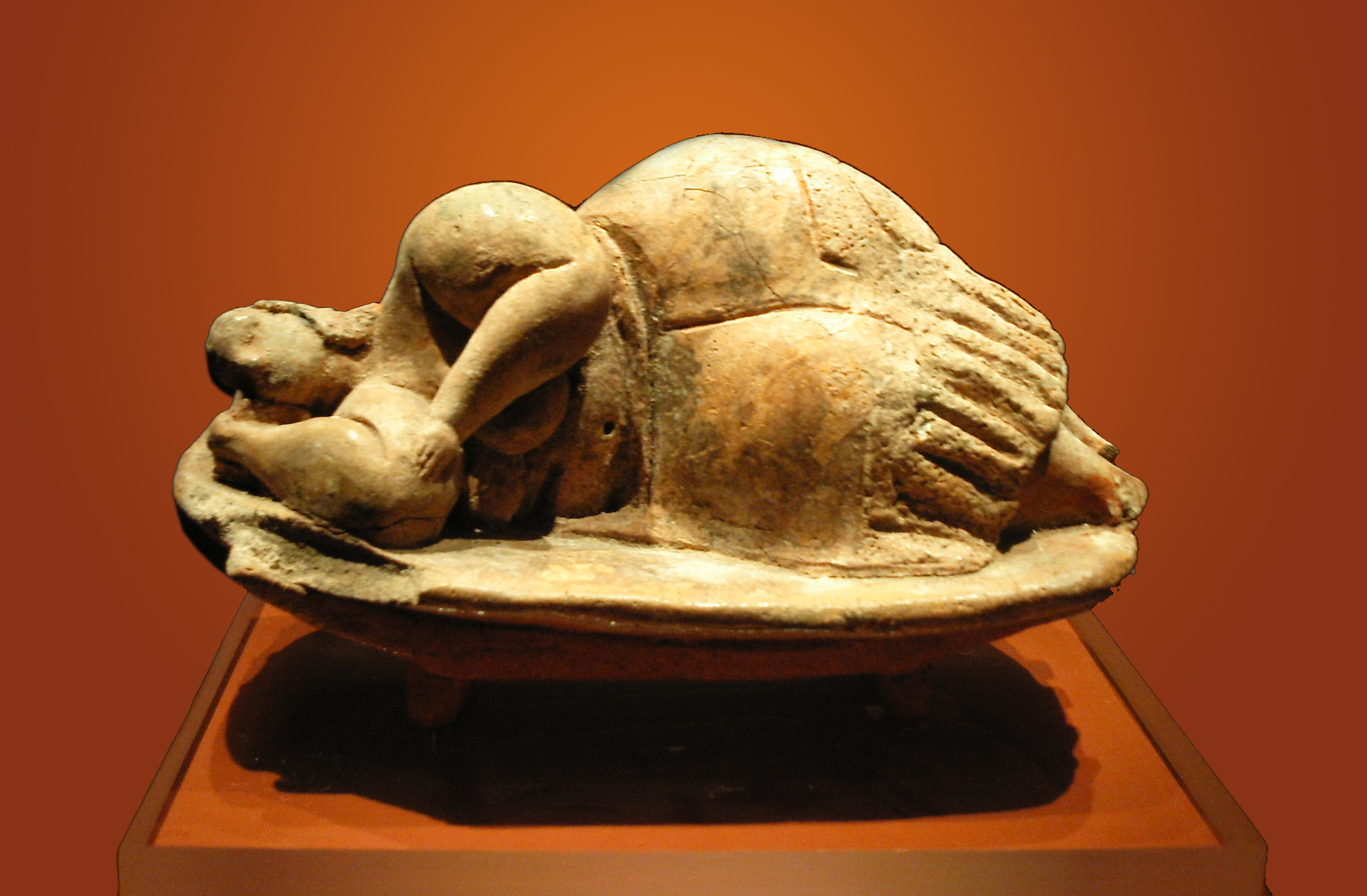
Неолітична фігура сплячої жінки з гіпогею Хал-Сафліені.

Про Європу епохи неоліту див. Неоліт Європи
Стара Європа (англ. Old Europe) — термін, який в 1974 році ввела в обіг Марія Гімбутас для позначення  доіндоєвропейської Європи часів неоліту. З її точки зору балканські, мальтійські і центральноєвропейські культури мальованої кераміки були миролюбним аграрним суспільством з елементами матріархату, що поклонялись різним богиням, з розвиненим культом родючості (у середземноморських народів — бика).

## Короткий опис
Стара Європа, або неоліт Європи, належить до часу між мезолітом та бронзовим періодом в Європі, приблизно з 7000 до н.е. (приблизний час перших землеробських товариств в Греції) до приблизно 1700 до н.е. (початок бронзової доби в північно-західній Європі). Тривалість неоліту змінюється від місця до місця: у південно-східній Європі це приблизно 4000 років (тобто, 7000-3000 до н.е.); в північно-західній Європі це тільки 3000 роки (приблизно 4500-1700 до н.е.).
На відміну від мегалітичних культур околиць Європи (див. Докельтське населення Західної Європи), народи «Старої Європи» не залишили після себе таких грандіозних пам'ятників, як Стоунхендж. Але про їхню культуру та релігію все-таки можна судити як за археологічними даними (основні культури — Трипілля, Вінча, Лендель, лійчастого посуду), так і за історичними свідченнями про народи, що, ймовірно, являють доїндоєвропейський етнічний субстрат (мінойці, сикани, ібери, баски, лелеги, пеласги).

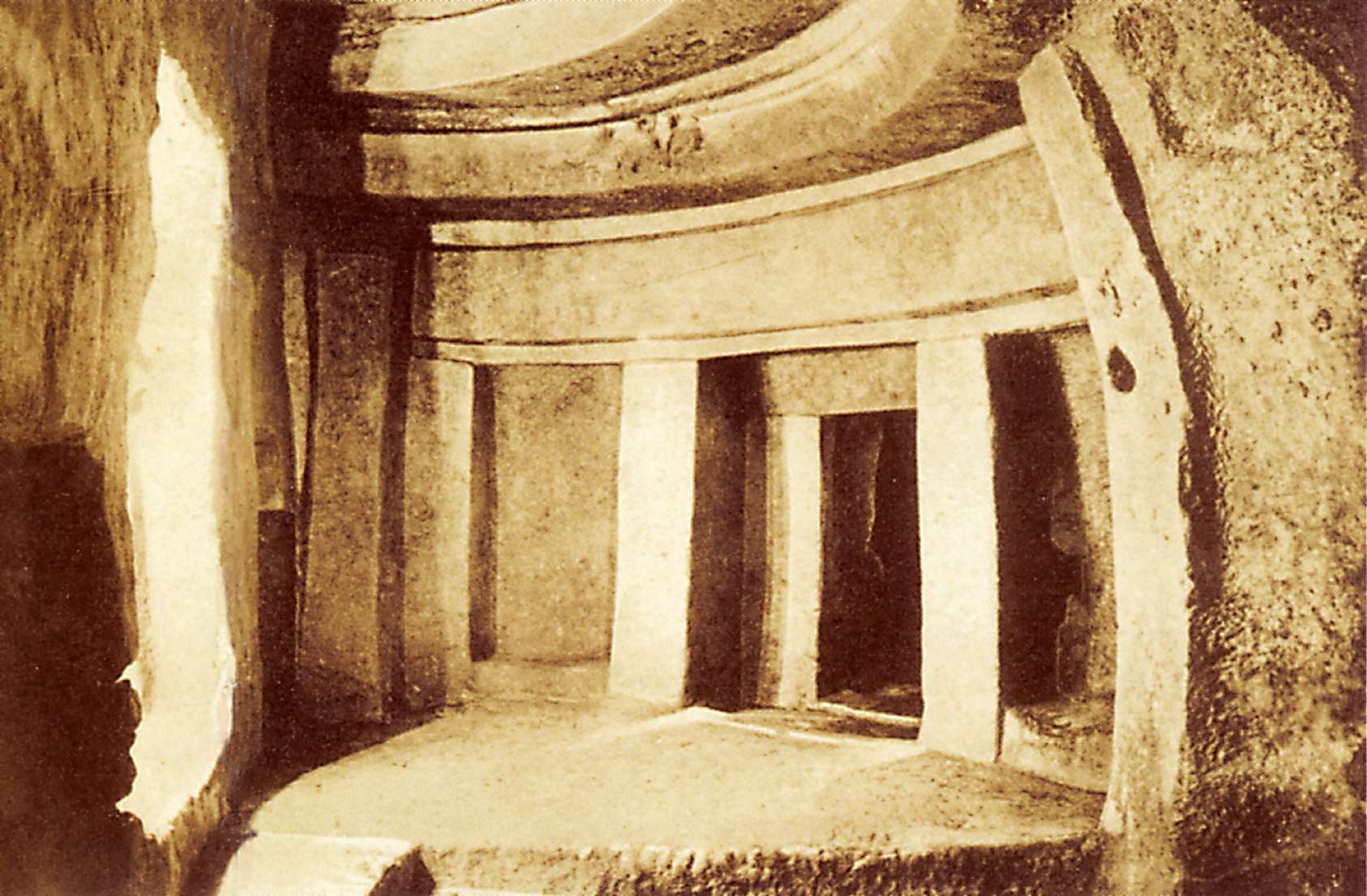
Мегалітичний гіпогей Хал-Сафліені (III тис. до Р. Х.), за Гімбутас, має форму материнського лона

Вплив народів Старої Європи на культуру індоєвропейців відрізняється залежно від регіону. У класичній античності відлунням Старої Європи вважаються культи богинь (Богиня зі зміями, Афродіта, Деметра), шанування биків на Криті (див. Мінотавр, Таврокатапсія, лабрис) і в Іберії.
Мешканці Старої Європи не знали гончарного круга і колеса. На відміну від індоєвропейців, що селилися в «полісах» на укріплених місцях на кшталт пагорбів, вони жили в селах на рівнинах невеликими поселеннями (на Балканах існували населені пункти, розраховані на 3000-4000 жителів). Гімбутас вважала, що реліктовим острівцем їхньої мови і культури залишається Басконія:
 Немає ніякого сумніву, що баски — живі староєвропейці, традиції яких прямують з часів неоліту. Багато аспектів староєвропейської культури — шанування богинь, місячний календар, спадкування по жіночій лінії і ведення жінками сільського господарства — зберігалися в Країні Басків аж до XX сторіччя. 
Ближче до кінця життя Гімбутас прийшла до вельми суперечливих висновків, що племена Старої Європи говорили на одному діалекті і навіть використовували писемність (див. Тертерійські таблички).
Гімбутас була переконана, що в IV тис. до н.е. кінець Старій Європі поклали вторгнення войовничих степовиків — індоєвропейців (курганна гіпотеза). Тоді племена Старої Європи були винищені або асимільовані індоєвропейцями, а культ бика змінився культом коня.

## Народи
До ймовірних доіндоєвропейських народів Старої Європи належать такі (частково також анатолійського походження):
- Баски,
- Етруски,
- Пеласги,
- Лелеги,
- Іберійці,
- Лігури (припущення),
- Рети,
- Сикани (припущення),
- Мінойці,
- Лузітани (сумнівно),
- представники культури лінійно-стрічкової кераміки,
- представники культури Вінча

та інші.

## Культ Богині

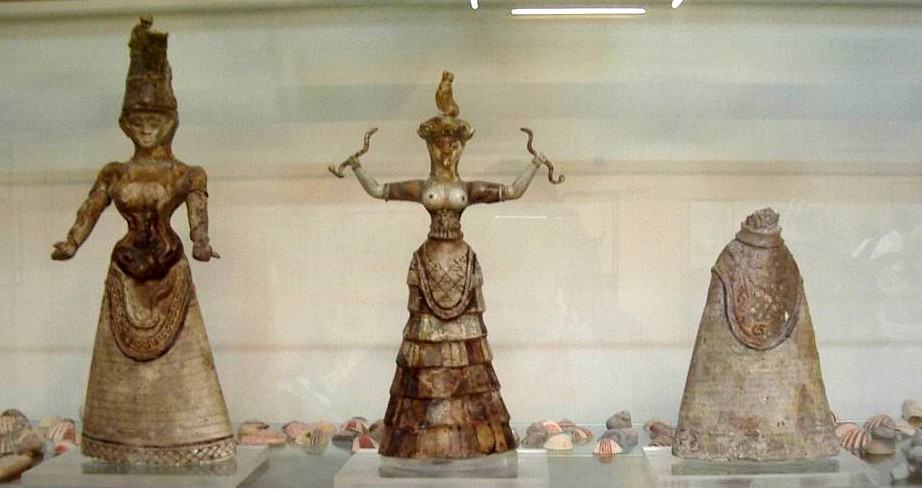
Мінойські богині зі зміями

Одним з ключових положень вчення Гімбутас про староєвропейців було панування на Близькому Сході і в Середземномор'ї з часів палеоліту культу Триєдиної богині, який дожив до класичної античності у формі Елевсинських містерій.
На думку Гімбутас, головна богиня Старої Європи сприймалася як триєдність, що символізують:
- Народження і родючість (фігури «неолітичних венер»),
- Смерть (супутники богині — отруйні змії та хижі птахи),
- Відновлення життя (символіка материнського лона і зародження життя в образах метеликів, бджіл, жаб, їжаків і биків).

## Ресурси Інтернету
- culture.gouv.fr: Life along the Danube 6500 years ago
- Kathleen Jenks, «Old europe»: further links
- The Lost World of Europe 2009—2010 exhibition at the Institute for the Study of the Ancient World